# Jia Xian
Jia Xian, war ein chinesischer Mathematiker des 11. Jahrhunderts. Er ist bekannt für die frühe Verwendung des Pascalschen Dreiecks.

## Leben
Die ungefähren Lebensdaten von Jia Xian ergeben sich daraus, dass er Schüler des Astronomen, Mathematikers und Kalendererstellers Chu Yan war, der in der Zeit von 1022 bis 1054 nachweisbar ist. Nach dem Geschichtsbuch der Song-Dynastie war er Eunuch im kaiserlichen Palast in Kaifeng. Von ihm stammen zwei heute verlorene mathematische Abhandlungen: Huangdi Jiuzhang Suanjing Xicao mit Lösungen zu den Aufgaben im Jiu Zhang Suanshu (Neun Kapitel der Rechenkunst), einer berühmten Sammlung mathematischer Texte in China, und Suanfa Xuegu Ji (Sammlung alter mathematischer Regeln), über dessen Inhalt nichts bekannt ist.
Aus dem ersten Buch ist aus dem Kommentar (Xiangjie Jiuzhang Suanfa, 1261) von Yang Hui zu den Neun Kapiteln der Rechenkunst einiges bekannt, so die Einführung des Pascalschen Dreiecks für die Berechnung von Binomialkoeffizienten und die Verwendung des Horner-Schemas für die Berechnung von Wurzeln von Gleichungen n-ten Grades. Dabei ähneln die Verfahren denen des arabischen Mathematikers as-Samaw'al aus dem 12. Jahrhundert, es ist aber nicht klar ob dieser seine Kenntnis aus China hatte.
Sein Pascalsches Dreieck wurde später von Zhu Shijie im 13. Jahrhundert benutzt.